# 91199 Johngray
91199 Johngray este un asteroid din centura principală de asteroizi.

## Descriere
91199 Johngray este un asteroid din centura principală de asteroizi. A fost descoperit pe 20 septembrie 1998 la Observatorul La Silla de Eric Walter Elst. Asteroidul prezintă o orbită caracterizată de o semiaxă mare de 3,23 ua, o excentricitate de 0,06 și o înclinație de 22,1° în raport cu ecliptica.